# Weltstadthypothese
Die 1986 erstmals veröffentlichte Weltstadthypothese (englisch World City Hypothesis) von John Friedmann gilt als Begründung der modernen Weltstadt-Forschung, die von einer Einteilung der Weltstädte in verschiedene Bedeutungsklassen ausgeht.
Diese in sieben Thesen gegliederte Hypothese wurde 1986 vom Geographen und Raumplaner John Friedmann gemeinsam mit Goetz Wolff erstellt und veröffentlicht. Die Hypothese beinhaltete auch eine Liste der 30 Weltstädte dieser Zeit aus Sicht der Autoren. Diese Liste wurde in den folgenden Jahren regelmäßig nach neuen Entwicklungen und Erkenntnissen anderer Geographen und Ökonomen aktualisiert und in Buchbeiträgen und Vorlesungen veröffentlicht.

## Definition einer Weltstadt nach der Weltstadthypothese
Die Weltstadthypothese definiert Weltstädte durch ihre Bedeutung als vernetzte Wirtschaftszentren. Sie üben Einfluss auf die umliegende Region aus, deren Wirtschaft sie mit dem globalen Akkumulationsraum verbindet. Den Versuch eine definitive Hierarchie der Weltstädte aufzustellen hält John Friedmann für eine vergebliche Mühe. Vielmehr soll man vorhandene Rangunterschiede zwischen Städten erkennen, ohne diese jedoch näher zu definieren. Eine Einteilung der Weltstädte in bestimmte Kategorien – weltweite finanzielle Artikulationen, multinationale Artikulationen, wichtige nationale Artikulationen und subnationale/regionale Artikulationen – hält er daher für sinnvoller.
Hierarchische Beziehungen bezeichnet er in erster Linie als Machtbeziehungen zwischen rivalisierenden Städten, deren Politik unzertrennbar mit der Konkurrenz-Angst verbunden ist. Je stärker ein bestimmter Erdteil, respektive eine (Welt-)Stadt von der globalen Ebene abhängig wird, umso weniger ist es lokalen Regierungen möglich, Einfluss auf die grundlegenden Mechanismen zu nehmen, die den Alltag der Bevölkerung bestimmen. Die internationalisierte Wirtschaft hebe die traditionellen Strukturen gesellschaftlicher und politischer Kontrolle über Entwicklungsprozesse, Arbeit und Verteilung aus den Angeln (in Berufung auf Manuel Castells, 1989).
Den theoretischen Gegenstand der Weltstadtforschung definiert John Friedmann daher wie folgt:
1. Weltstädte stellen die Artikulation her zwischen den regionalen, nationalen und internationalen Ökonomien und der Weltwirtschaft. Sie dienen als organisatorische Knoten des Weltwirtschaftssystems.
2. Es gibt einen globalen Kapitalakkumulationsraum, aber er umfasst nicht die ganze Welt. Ganze Weltregionen und deren Bevölkerungen sind gegenwärtig praktisch aus diesem Raum ausgeschlossen und leben in einer permanenten Subsistenzwirtschaft.
3. Weltstädte sind grosse, verstädterte Räume intensiver ökonomischer und gesellschaftlicher Beziehungen.
4. Weltstädte können in eine hierarchische Ordnung gebracht werden, die ungefähr der Wirtschaftskraft, die von diesen Städten kontrolliert wird, entspricht. Weltstädte sind Städte, welche die regionalen, nationalen und internationalen Ökonomien mit dem globalen kapitalistischen Akkumulationssystem artikulieren. Der Rang in der Hierarchie der Weltstädte ergibt sich letztlich aus der Fähigkeit einer Stadt, globale Investitionen anzuziehen. Ihre diesbezüglichen Erfolgsaussichten sind ebenso veränderlich wie ihre Fähigkeit, von außen kommende Schläge aufzufangen, die von technologischen Innovationen und politischen Veränderungen herrühren. Städte können in die Kategorie der Weltstädte aufsteigen, ihren Rang dort verbessern, aber auch Plätze einbüssen und aus dieser Eliteklasse absteigen.
5. Die gesellschaftliche Schicht, die die Weltstädte kontrolliert, wird als transnationale kapitalistische Klasse bezeichnet. Sie ist am reibungslosen Funktionieren des globalen Akkumulationssystems interessiert, ihre Kultur ist kosmopolitisch, und ihre Ideologie ist konsumorientiert. Ihr Vorhandensein löst oft ernsthafte Konflikte mit subalternen Klassen aus, die eher lokal definierte territoriale Interessen verfolgen und deren Aufstieg in die transnationale Klasse blockiert ist.

### Weltstädte gemäß der Hypothese
Folgende Liste der 30 Weltstädte wurde 1986 erstmals definiert und 1991 aktualisiert. Sie enthält Zusatzangaben zur Bevölkerungsgrößenkategorie, dazu, ob eine Stadt auch weiteren Artikulationen entspricht, und ob sie ein wichtiges Einwanderungsziel darstellt:
1.) Weltweite finanzielle Artikulationen:
- London (wichtiges Einwanderungsziel, Hauptstadt, 10–20 Mio. Einwohner, auch nationale Artikulation)
- New York (wichtiges Einwanderungsziel, 10–20 Mio. Einwohner)
- Tokio (wichtiges Einwanderungsziel, Hauptstadt, 10–20 Mio. Einwohner, auch multinationale Artikulation: Südostasien)

2.) Multinationale Artikulationen:
- Miami (multinationale Artikulation in Karibik, Lateinamerika; wichtiges Einwanderungsziel, 1–5 Mio. Einwohner)
- Los Angeles (Pazifischer Raum; wichtiges Einwanderungsziel, 10–20 Mio. Einwohner)
- Frankfurt (Westeuropa; wichtiges Einwanderungsziel, 1–5 Mio. Einwohner)
- Amsterdam (wichtiges Einwanderungsziel; 1–5 Mio. Einwohner oder Randstad 5–10 Mio. Einwohner)
- Singapur (Südostasien; Hauptstadt, 1–5 Mio. Einwohner)

3.) Wichtige nationale Artikulationen (1989 BSP 200 Mrd. US-Dollar):
- Paris (wichtiges Einwanderungsziel; Hauptstadt, 5–10 Mio. Einwohner)
- Zürich (wichtiges Einwanderungsziel; 1–5 Mio. Einwohner)
- Madrid (Hauptstadt, 5–10 Mio. Einwohner)
- Mexiko-Stadt (Hauptstadt, 10–20 Mio. Einwohner)
- São Paulo (10–20 Mio. Einwohner)
- Seoul (Hauptstadt, 10–20 Mio. Einwohner)
- Sydney (wichtiges Einwanderungsziel; 5–10 Mio. Einwohner)

4.) Subnationale / regionale Artikulationen:
- Osaka-Kōbe (Kansai-Region; 5–10 Mio. Einwohner)
- San Francisco (wichtiges Einwanderungsziel; 1–5 Mio. Einwohner)
- Seattle (wichtiges Einwanderungsziel; 1–5 Mio. Einwohner)
- Houston (wichtiges Einwanderungsziel; 1–5 Mio. Einwohner)
- Chicago (wichtiges Einwanderungsziel; 5–10 Mio. Einwohner)
- Boston (wichtiges Einwanderungsziel; 1–5 Mio. Einwohner)
- Vancouver (wichtiges Einwanderungsziel; 1–5 Mio. Einwohner)
- Toronto (wichtiges Einwanderungsziel; 1–5 Mio. Einwohner)
- Montreal (1–5 Mio. Einwohner)
- Hongkong (Pearl River Delta; 5–10 Mio. Einwohner)
- Mailand (wichtiges Einwanderungsziel; 1–5 Mio. Einwohner)
- Lyon (1–5 Mio. Einwohner)
- Barcelona (1–5 Mio. Einwohner)
- München (wichtiges Einwanderungsziel; 1–5 Mio. Einwohner)
- Düsseldorf-Köln-Essen-Dortmund (Rhein-Ruhr-Region; wichtiges Einwanderungsziel, 5–10 Mio. Einwohner)